# T92
Xe tăng hạng nhẹ T92, hay Xe tăng nòng 76 mm, T92, là xe tăng hạng nhẹ của Mỹ được phát triển vào những năm 1950 bởi AAI Coporation. Với trọng lượng 18,5 tấn, dài 5m, nó được thiết kế như một sự thay thế cho chiếc M41 Walker Bulldog nặng hơn 
Súng chính là loại 76mm thông thường; pháo 76mm với tháp pháo cấu hình rất thấp. Ít nhiều đã được phơi bày hơn so với súng chính và hai cupolas kíp lái cho phép 50 súng máy cỡ nòng và 30 cỡ nòng bắn ra. Động cơ đã được chuyển lên phía trước, giúp tăng khả năng bảo vệ cho kíp lái, và một cửa ra vào phía sau cung cấp một; cách bố trí này sau đó đã được xe tăng chiến đấu Merkava của Israel áp dụng. Nó có một đội gồm bốn người với hệ thống tải bán tự động. Nó mang theo 6000 viên đạn súng chính, và tự động đẩy ra các vỏ đạn.
Nghiên cứu về PT-76 của Liên Xô đã dẫn đến một yêu cầu bơi mới đối với xe tăng hạng nhẹ mà thiết kế không thể sửa đổi. T92 sẽ được thông qua và M551 Sheridan cuối cùng đã được thông qua. Nó lĩnh vực một 152 độc đáo   hệ thống tên lửa súng mm sẽ gặp nhiều vấn đề kỹ thuật và hệ thống bơi của nó hiếm khi được sử dụng trong chiến đấu. Xe tăng AMX-13 của Pháp có thiết kế hơi giống nhau được chế tạo thành công.